# Louisburg (Kansas)
Louisburg es una ciudad ubicada en el condado de Miami en el estado estadounidense de Kansas. En el año 2010 tenía una población de 4315 habitantes y una densidad poblacional de 484,83 personas por km².

## Geografía
Louisburg se encuentra ubicada en las coordenadas 38°37′11″N 94°40′45″O / 38.61972, -94.67917 (38.619751, -94.679050).

## Demografía
Según la Oficina del Censo en 2000 los ingresos medios por hogar en la localidad eran de $46,500 y los ingresos medios por familia eran $51,729. Los hombres tenían unos ingresos medios de $33,783 frente a los $29,250 para las mujeres. La renta per cápita para la localidad era de $21,560. Alrededor del 3.4% de la población estaban por debajo del umbral de pobreza.